# LOVE (石井竜也のアルバム)
『LOVE』（ラヴ）は2012年9月5日に発売された石井竜也16枚目のスタジオ・アルバム。

## 解説
前作から僅か3ヶ月振りでのフル・アルバム。中崎英也をプロデューサーに、『ド直球のラブソング』をテーマに掲げている。本作は全12曲中、石井が作詞・作曲を手掛けた新曲が僅か4曲に留まり先行シングル発売も無し。初回盤はソロデビューから15年のコンサート・ダイジェスト映像・ミュージック・ビデオ収録DVD付。初回盤と通常盤でジャケットが異なる。

## 収録曲
全作曲・編曲：中崎英也（特記以外）
1. lovin' you
（作詞：森戸太陽）
2. この手は君に
（作詞：森戸太陽）
3. 風の唄
（作詞：森戸太陽）
日本テレビ『ぶらり途中下車の旅』エンディングテーマ。
4. プラネタリウム
（作詞・作曲：石井竜也）
5. On my road
（作詞：小泉宏孝）
Dlife『リンガー 〜2つの顔〜』日本版エンディングテーマ
この曲に収録されているキーボードは松下一也が亡くなる前に参加したデモ録音をそのまま使用したもの[2]。
6. もう一度あいたい
（作詞：森戸太陽　作曲：石井竜也・中崎英也）
7. Please Please Please
（作詞：森戸太陽）
8. 未来の地図
（作詞・作曲：石井竜也）
9. 愛してるから
（作詞・作曲：石井竜也）
10. Friend
（作詞：柴山カオル）
11. ゆめまくら
（作詞・作曲：石井竜也・中崎英也）
12. つよくいきよう(Solo ver.)
（作詞・作曲:日本[3]）
前作『HEARTS VOICES』収録曲の石井ソロヴァージョン。

### 初回限定盤DVD
1. TATUYA ISHII LIVE HISTORY 1997-2011
1997年に行われた『T-STAGE』から2011年に行われた『MOONLIGHT ORCHESTRA』までのコンサート映像のダイジェスト。
2. MUSIC VIDEO SELECTION
  - WHITE MOON IN THE BLUE SKY
  - HI TENSION LOVE
  - コ・ウ・カ・イ[4]
  - 心の言葉
  - Walking JOE